# Acer tenellum
Acer tenellum är en kinesträdsväxtart som beskrevs av Ferdinand Albin Pax. Acer tenellum ingår i släktet lönnar, och familjen kinesträdsväxter. Utöver nominatformen finns också underarten A. t. septemlobum.